# Kerner (cépage)
Pour les articles homonymes, voir Kerner.
Le kerner est un cépage blanc planté principalement en Allemagne (5 557 hectares au premier mars 2004, soit 5,4 % de la production), issu du croisement trollinger (rouge) x riesling (blanc).

## Origine
Il doit son nom au poète et médecin Justinus Kerner qui vécut à Weinsberg, non loin de l'Institut d'état de recherche sur la vinification (Staatliche Lehr- und Versuchsanstalt für Wein- und Obstbau) où August Herold créa cette variété en 1929.

## Production
Les vins issus de ce cépage ressemblent au riesling, ont de hautes teneurs en sucre, sont assez acides avec parfois un léger arôme de muscade.

### Régions de production
En Belgique, il est autorisé pour les trois AOC flamandes Hageland, Haspengouw et Heuvelland.

## Synonymes
Herold Triumpf, Herold Weiss, Schiava Grossa x Riesling Renano WE 25/30, Trollinger x Riesling Renano WE S 25/30, WE S 2530, S Weinsberg 25-30 Herold Weißer.

## Mutation
En 1974, une mutation du Kerner a été découverte et baptisée kernling.

## Sites internet d'informations sur la Vigne
- « Www.lescepages.fr », sur lescepages.fr (consulté le 13 février 2024)

1. ↑  Texte de l'arrêté Hageland (en Néerlandais)
2. ↑  Texte de l'arrêté Haspengouw (en Néerlandais)
3. ↑  Texte de l'arrêté Heuvelland (en Néerlandais)